# Michael Maier (Alchemist)

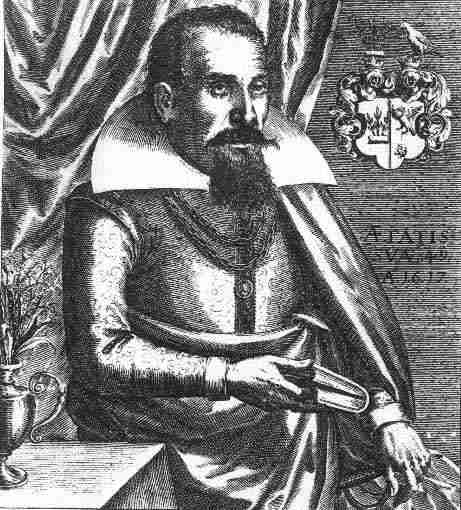
Michael Maier, 48 Jahre alt. Einziges Porträt. 1617. Aus: Atalanta Fugiens. Oppenheim 1618. Kupfer von Matthäus Merian.

Michael Maier (* Sommer 1569 in Kiel; † Sommer 1622 in Magdeburg) war ein holsteinischer Arzt, Alchemist, Satiriker, nationalistischer Publizist und neulateinischer Dichter. Er wirkte jeweils für kurze Zeit in Hamburg, Danzig, am Kaiserhof Rudolfs II. in Prag, in England, Frankfurt am Main und Magdeburg.
Am berühmtesten wurde sein Buch Atalanta fugiens, das eine Sammlung von 50 als Triosonaten vertonten lateinischen Versen mit illustrierenden allegorischen Kupferstichen enthält.
Michael Maier starb im Alter von rund 54 Jahren in bedrängten wirtschaftlichen Verhältnissen in Magdeburg, wo er mit dem Pädagogen Wolfgang Ratke befreundet war.

## Leben

### Schule und Studium
Michael Maier war ein Sohn des Kieler Perlstickers Peter Maier und dessen Ehefrau Anna. Er wuchs in der Kieler Kehdenstraße auf, wo die Familie ein Haus bewohnte, und besuchte von seinem fünften bis fünfzehnten Lebensjahr die nahegelegene städtische Lateinschule. Sein Vater starb etwa 1582. Ab etwa 1584 besuchte Maier, nunmehr auf Kosten der Mutter, eine entfernter gelegene Schule.
Im Februar 1587 ließ er sich in die Matrikel der Universität Rostock einschreiben, wo er unter anderem bei Magnus Pegel Astronomie hörte. Im Frühjahr 1591 wechselte Maier an die Brandenburgische Universität Frankfurt an der Oder, wo er am 12. Oktober 1592 in einer gleichzeitigen Prüfung die Grade eines Baccalaureus und eines Magister artium erlangte. In Frankfurt ist er noch im März 1593 nachweisbar.
Nach anderthalb Jahren in seiner holsteinischen Heimat wollte er auf Anraten seines väterlichen Freundes, des Hofarztes Matthias Carnarius (1562–1620), an der Universität Padua sein Medizinstudium abschließen. Im Frühjahr 1595 nahm er aber zunächst an einer Ostseefahrt teil, die ihn bis ins Baltikum und an die Grenze Russlands nach Iwangorod führte. In Padua ließ er sich Anfang Dezember 1595 einschreiben. Dort hörte er Medizin, erlangte aber auch die Dichterkrone und begab sich auf eine mehrmonatige Rundreise durch Italien, die ihn über Siena und Bologna nach Florenz, Rom, Ancona und Loreto wieder nach Padua zurückführte.
Nach einem gewaltsam ausgetragenen Streit mit einem Landsmann musste er Padua allerdings im Frühsommer 1596 wieder verlassen. An der Universität Basel wurde er Anfang November 1596 von Caspar Bauhin zum Doktor der Medizin promoviert, nachdem er erfolgreich über theses de epilepsia disputiert hatte. Hans Roger Stiehle, der Maiers Stellung in der Medizin seiner Zeit untersucht hat, bemerkt über Maiers Thesenpapier, dass deren Beschreibung des Krankheitsbildes umfangreicher und ausführlicher als die anderer vergleichbarer Arbeiten aus der Zeit sei. Aber „religiöse, neuplatonische oder paracelsische Einflüsse sind in den Maierschen Doktorthesen noch nicht erkennbar.“ Anfang 1597 ist Maier wieder in Rostock anzutreffen.

### Erste Praxis
Bereits Anfang 1597 war Maier wieder in Deutschland und praktizierte in Hamburg und Rostock, wo er unter anderem Tycho Brahe kennenlernte. Um die Jahrhundertwende wechselte Maier nach Danzig in Preußen, wo er ebenfalls eine private schulmedizinische Praxis führte. In Danzig bekam er jedoch Kontakte mit einer Szene begeisterter Alchemisten (1601 lernte er etwa Heinrich Khunrath kennen). Während des Pestsommers 1602 lud ihn ein Patient auf sein Landgut ein, wo Maier eine reichhaltige alchemistische Bibliothek vorfand und sich mit Eifer an die Identifikation der verschlüsselten geheimen Substanzen machte. Im Winter 1602/03 kehrte Maier, der zwischenzeitlich auch Johann Grasse als Betrüger entlarvt hatte, nach Kiel zurück. Im Laufe des Jahres 1603 unternahm er eine längere Reise nach Oberungarn, um sich aus den dortigen Bergwerken besonders wirksame Erze zu beschaffen. Anfang 1604 begann er dann in Kiel mit eigenen laborantischen Arbeiten. Dabei gelang ihm die Produktion eines hochwirksamen Medikaments, die letzten Schritte zur Perfektion der alchemistischen Substanz gelangen ihm jedoch nicht.

### Am Hof Kaiser Rudolfs II.

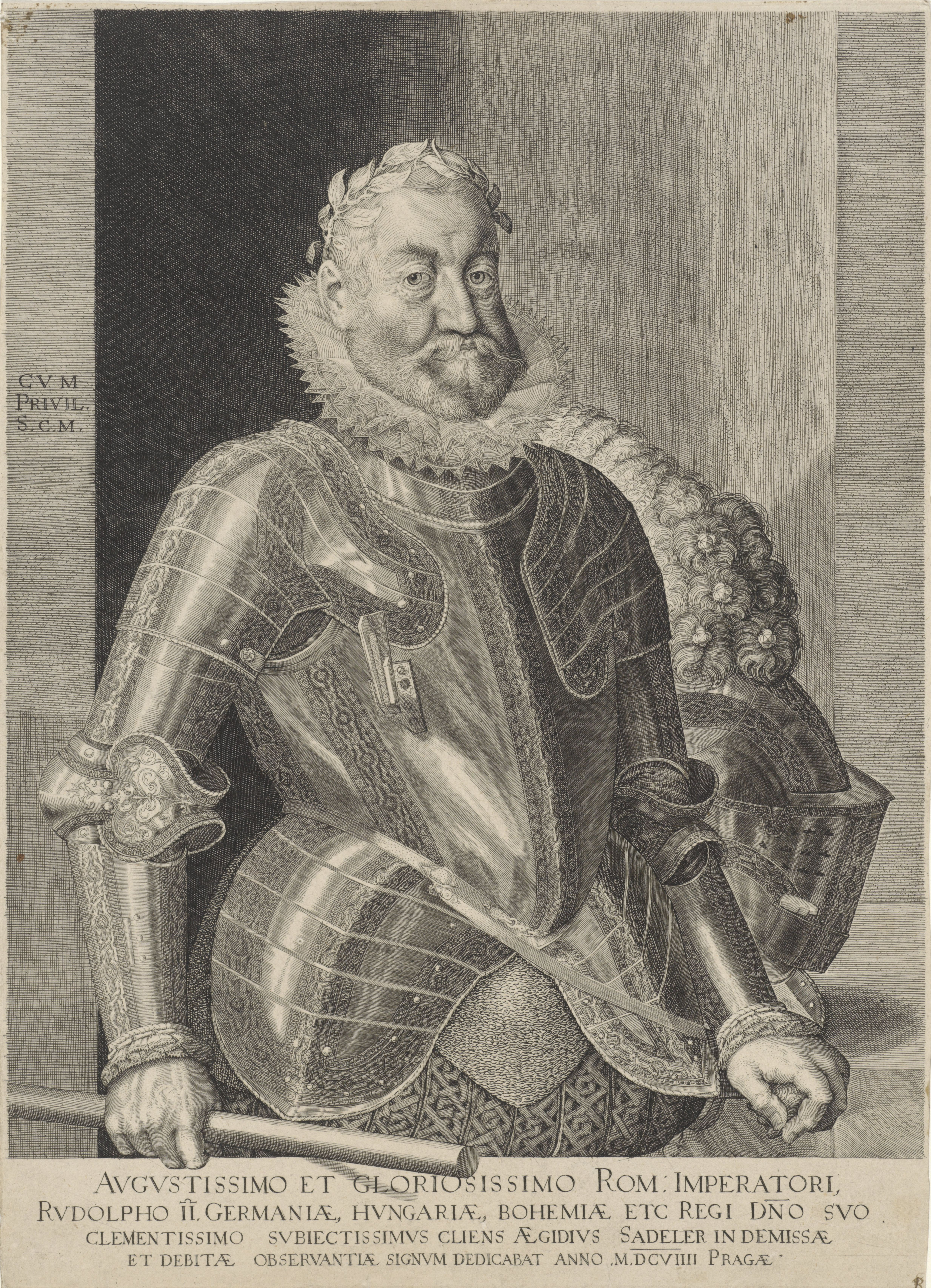
Kaiser Rudolf II. 1609 in Prag. Kupferstich von Aegidius Sadeler.

Etwa in der Mitte des Jahres 1608 zog Maier nach Prag, wo der habsburgische Kaiser Rudolf II. residierte, dem er sich durch seine Medicina regia empfahl, eine teilweise autobiographische Schrift, die nicht für den Buchhandel bestimmt war. Im September 1609 ernannte ihn der Kaiser zu seinem Diener und erteilte ihm drei Privilegien: die Hofpfalzgrafenwürde, die Gerichtsexemtion und den erblichen Adelsstand. Eine stabile Beziehung zum Kaiser scheint Maier jedoch nicht aufgebaut zu haben und verließ Prag, noch bevor Rudolf von seinem Bruder Matthias vertrieben wurde, und bereiste im mitteldeutschen Raum mehrere Fürstenhöfe, bis er schließlich Ende 1611 in den Niederlanden eintraf, wo er ein Rotterdamer Naturalienkabinett besichtigte.

### England

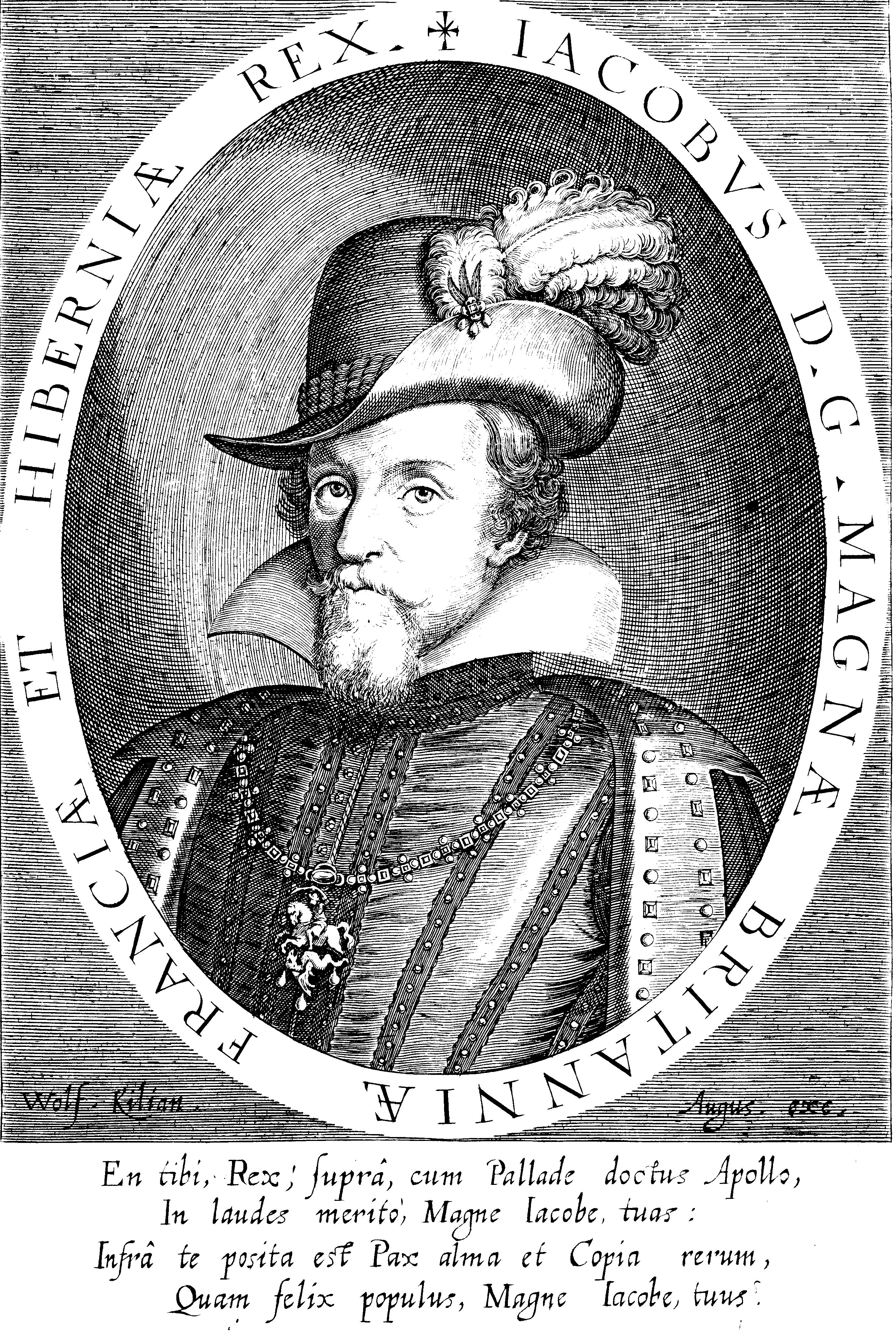
König Jakob I. von England (1566–1625). Kupferstich von Wolfgang Kilian. Nach 1610.

Im Winter 1611/12 schickte Maier einen Weihnachtsgruß an König Jakob I. von England (James I.). Adam McLeans Vermutung, Maiers Grußkarte habe dazu gedient, im Winter 1611/12 Zutritt zum englischen Hof zu erlangen, um die Hochzeit des Kurfürsten Friedrich von der Pfalz mit Elisabeth, der Tochter des Königs einzufädeln, mit der eine protestantische Koalition zum Schutz des Rosenkreuzertums geschmiedet werden sollte, ist unbegründet und findet in dem Dokument keine Stütze. Möglicherweise hat Maier aber die Hochzeit am 14. Februar 1613 in London schon miterlebt, gewiss aber die Beisetzung des Thronfolgers Henry Frederick im Dezember 1612. In England, wo sich Maier rund fünf Jahre aufhielt und auch eine schulmedizinische Praxis führte, verkehrte er jedenfalls mit Francis Anthony, dem Erfinder eines europaweit gefragten Aurum potabile, dessen Heilmittel er später in Frankfurt vermarkten wollte. In England gab Maier auch sein erstes Werk in den Druck, die Arcana arcanissima. Darin deutet Maier die ägyptische und griechischen Mythologie als Bilder alchemistischer Vorgänge.

### Frankfurt am Main
Im Sommer 1616 nach Frankfurt zurückgekehrt, gelang es Maier nicht, Anthonys Aurum potabile zu vermarkten. Infolgedessen warf er in schneller Folge satirische und alchemistische Schriften auf den Markt. Zuerst den Circulus physicus quadratus, den er Moritz dem Gelehrten von Hessen widmete und in dem er den Kölner Medizinprofesser Petrus Holtzemius verspottete; im September 1616 folgte die Schrift Lusus Serius, ein Streitgespräch zwischen Rind, Schaf, Gans, Hummel, Flachs und Quecksilber, anschließend der ebenso satirische Jocus severus, in dem verschiedene Vogelarten die Eule (die laut Maiers Vorwort für die Chymie steht) vor dem Vogel Phönix verklagen. Mit alchemistischen Betrügern und ihren Techniken setzt er sich im Examen Fucorum Pseudo-Chymicorum auseinander.
In Frankfurt lebend, trat er in die Dienste des Landgrafen Moritz als „Medicus und Chymicus von Haus aus“, wozu neben der Behandlung der Landgräfin auch die Übermittlung politisch relevanter Neuigkeiten gehörte. Die Landgräfin Juliane übernahm auch die Patenschaft für Maiers älteste Tochter Anna Juliana, die am 26. Mai 1618 in Frankfurt am Main getauft wurde. Seine Ehefrau, Jane Hart(e), hatte Maier vermutlich aus England mit auf den Kontinent gebracht.

### Magdeburg
Maiers Sohn Petrus Aurelius wurde schon am 28. Dezember 1619 in Magdeburg geboren, wo Maier in seinen letzten Lebensjahren ansässig war. Zu seinen Briefpartnern in dieser Zeit gehört der Adlige Gebhard Johann von Alvensleben, befreundet war Maier mit dem Pädagogen Wolfgang Ratke.
1622 erschien die letzte von ihm selbst veröffentlichte Schrift in Rostock, die Cantilenae intellectuales de Phoenice redivivo, in denen Maier seine ganze Vielseitigkeit dichterischer Versmaße entfaltet. Eine Rückkehr nach Holstein, die Maier in der Widmung der Cantilenae an Herzog Friedrich III. von Holstein-Gottorf andeutet, kommt nicht mehr zustande. 1623 behauptete sein Freund Johannes Staricius, er habe für Maier eine großzügig dotierte Pension des schwedischen Königs Gustav Adolf erwirkt. Jedenfalls war Maier schon im Spätsommer des Jahres 1622 gestorben. Über den Verbleib seiner angefangenen literarischen Arbeiten (unter anderem eine Schrift Strategemata Medica Triaria, die „magnetische“ und „übernatürlich“ wirkende Universalarzneien und Spezifika behandeln sollte) ist nichts bekannt.

## Schriften

### Einsatz für das Rosenkreuzertum
Im Herbst 1616 war Maier zu Michaeli auf der Frankfurter Buchmesse. Dort kam er mit den ersten beiden Schriften der Rosenkreuzer in Berührung. Nach eigenen Angaben hatte er bereits 1613 zum ersten Mal in England von den Rosenkreuzern gehört. Im Dezember 1616 kommentierte er diese in seinem Werk Symbola Aureae Mensae. In den folgenden Jahren verfasste er eine Reihe von Schriften, in denen er sich offen für das Rosenkreuzertum einsetzte.

### DieSymbola Aureae Mensae duodecim nationum1617

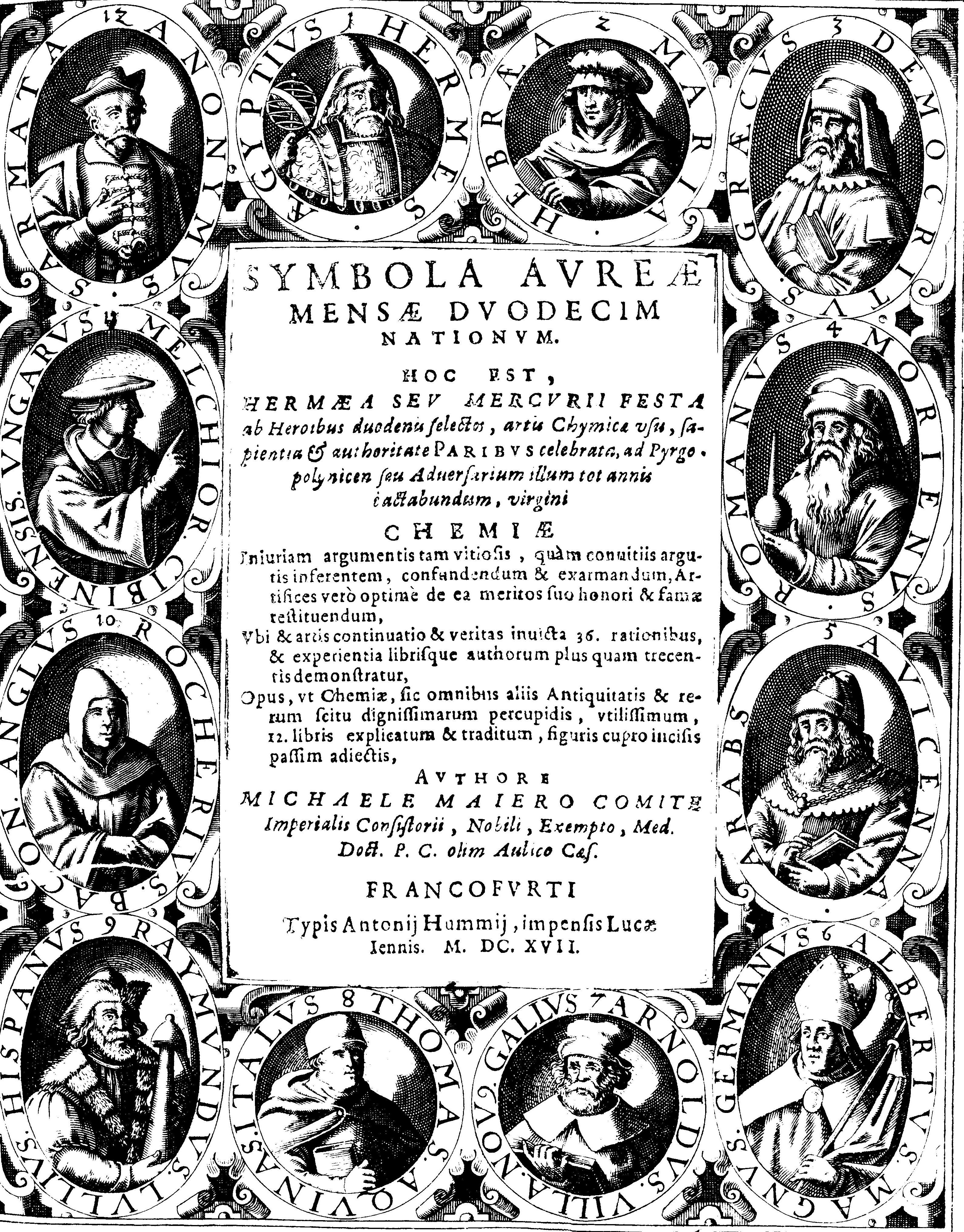
Zwölf Alchemisten tragen das Wissen aller Völker über die Alchemie an einer Tafel zusammen, um die Alchemie zu retten. Titel der Symbola Aureae Mensae duodecim Nationum. Frankfurt 1617.

Das Titelblatt der ersten Verteidigungsschrift vereinigt an einer goldenen Tafel (Aurea Mensa) die führenden Alchemisten von zwölf Nationen. Es sind am oberen Ende der Tafel sitzend: Hermes, der Ägypter, und Maria, die Hebräerin. Im Uhrzeigersinne folgen: der Grieche Democrit, der Römer Morienus, der Perser Avicenna, der Deutsche Albertus Magnus. Am unteren Ende der Tafel sitzen der Franzose Arnoldus von Villanova und Thomas von Aquin für Italien. Den Kreis beschließen der Spanier Raymundus Lullus, der englische Mönch Roger Bacon, der ungarische Priester Melchior Cibinensis und ein anonymer Sarmate (Pole oder Russe). Jede dieser Persönlichkeiten trägt in einem eigenen Kapitel ihre Symbole herbei und wirft ihre Erkenntnisse gegen die Feinde der Alchemie in die Waagschale.
Das Buch ist dem Fürsten Ernst zu Holstein-Schaumburg (1569–1622) gewidmet, den Maier, wie das Vorwort vom Dezember 1616 berichtet, einst besucht hatte. Er residierte in Bückeburg und Stadthagen. Sein Interesse an der Alchemie ist gut bezeugt. Reich geworden, reformierte der Fürst seinen Kleinstaat, indem er ihm eine neue Residenzstadt schuf, Schulen, eine Universität, eine Druckerei gründete. Das Musikleben am Bückeburger Hof zog Musiker wie Heinrich Schütz an. Der Fürst berief englische Schauspieler an seinen Hof. Auch die berühmte Goldene Pforte im Bückeburger Schloss belegt das Interesse Ernsts an der Alchemie, indem die Gestalt Merkurs in der Mitte unverkennbar die Züge des Fürsten Ernst trägt. Das siebeneckige Mausoleum des Fürsten in Stadthagen, eine Ikone der Weserrenaissance, gleicht in vielem dem in der Fama Fraternitatis beschriebenen „wiederaufgefundenen Grab“ des Christian Rosenkreutz. Diesem Fürsten war es vorbehalten, am Schluss des umfangreichen Buches das Urteil darüber zu sprechen, ob die Verteidiger der Alchemie oder der Angreifer die Oberhand behalten hätten.

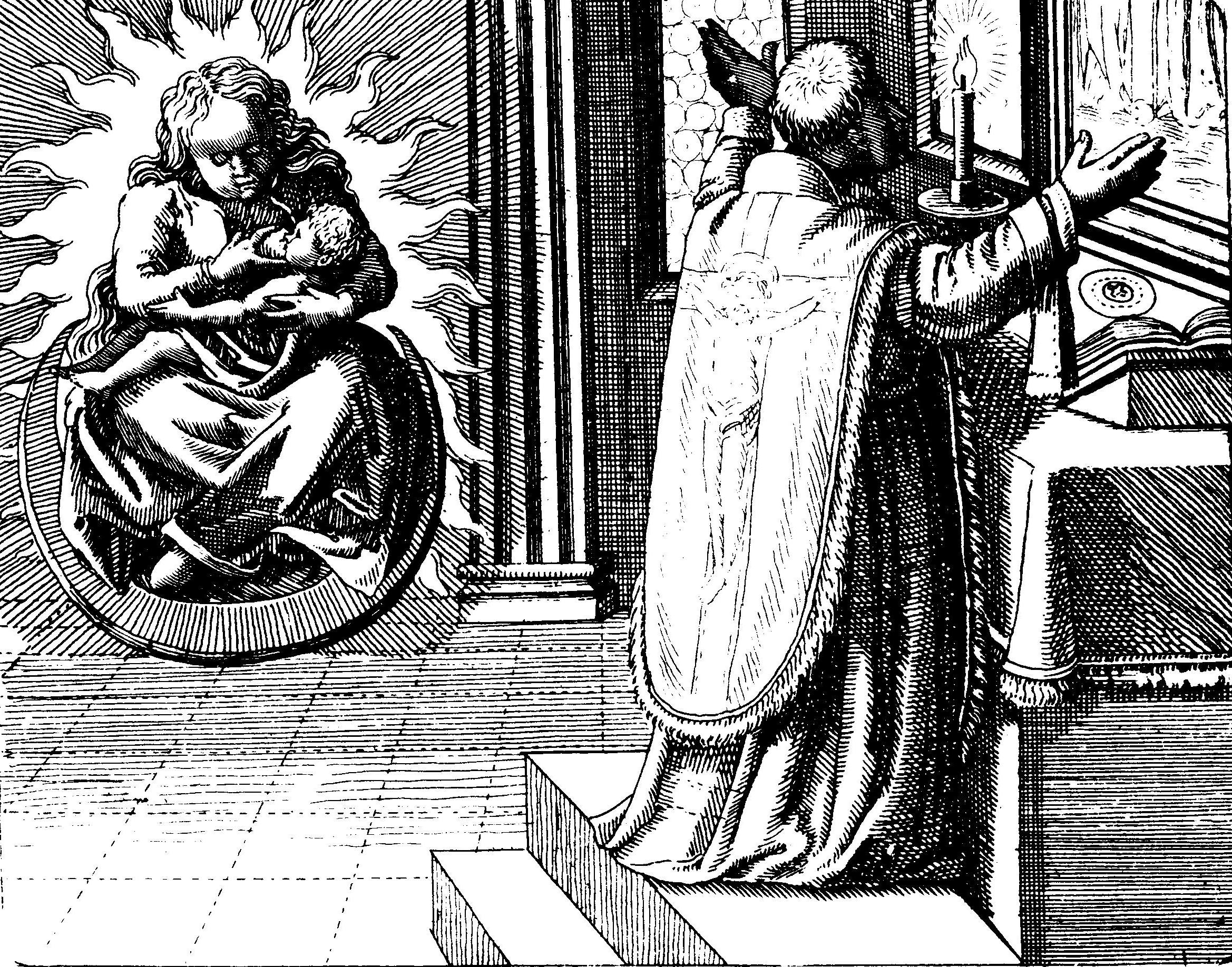
Der ungarische Alchemist Melchior Cibinensis. Der Stein der Weisen müsse genährt werden wie das Kind durch die Milch der Mutter, schreibt Maier. Aus Symbola Aureae Mensae, 1617, S. 509.

Fünf heidnische Weise und sieben christliche sind es, die sich an Maiers goldener Tafel versammeln. Der vorletzte, der vor dem Anonymus Sarmatus erscheint, ist ein ungarischer Priester. Er wird am Anfang seines Kapitels am Altar abgebildet und ausdrücklich wird die Wandlung am Altar, die ja auch bis in die Substanzen wirken soll, als ein alchemistischer Prozess angesehen. Maier betrachtete die Alchemie als eine Kunst, durch die der Mensch zum Mithelfer am Erlösungswerk Christi werde, der Vergeistigung der menschlichen Substanz zum Auferstehungsleib.
Im 6. Buch wird der Beitrag des Albertus Magnus, des deutschen Alchemisten, dargestellt. Im Anschluss daran beschreibt Maier das Kollegium der Rosenkreuzer in einem Sonderkapitel etwas genauer. Er versucht aus den wenigen veröffentlichten Nachrichten der Originalschriften den Orden äußerlich zu rekonstruieren. Will man das Vorgehen nicht als eine Täuschung werten, muss man daraus schließen, dass er nicht zu dem engeren Kreis der Rosenkreuzer gehört hat. Frick, der wie die meisten, die Rosenkreuzerschriften auf einen Freundeskreis um Johann Valentin Andreae als Letztverantwortlichen zurückführt, meint, Maier könne zu diesem Tübinger Kreis keine Verbindung gehabt haben.

### DieAtalanta fugiens1618
Das bekannteste Werk Michael Maiers ist wohl die 1618 bei Johann Theodor de Bry in Oppenheim erschienene kunstvoll komponierte Sammlung von Abhandlungen mit dem Namen Atalanta fugiens, zu der de Brys Schwiegersohn Matthäus Merian ein Titelbild, ein Porträt Maiers und 50 Kupferstiche im Text beisteuerte.
Der Aufbau der Atalanta fugiens weist auf ein spirituelles Anliegen und Wissen Michael Maiers hin. Nach dem Titelblatt, dem ein erläuterndes Gedicht beigefügt ist, folgt eine Widmung vom August 1617, sowie eine Vorrede an den Leser. Der Hauptteil besteht aus 50 Kapiteln von je 4 Seiten, deren viergliedrige Struktur sich bei allen 50 Kapiteln wiederholt. Auf der ersten Seite ist jeweils ein dreistimmiger Kanon auf einen lateinischen Text abgedruckt. Darunter eine deutsche Übersetzung des Liedes. Auf der zweiten Seite befindet sich ein Kupferstich Merians zum Text des Gedichtes. Darunter der lateinische Text des Liedes. Die dritte und vierte Seite enthalten jeweils eine alchemistische Abhandlung in Prosa, die Bild, Lied und Gedicht erklären sollen. In diesem Punkt unterscheidet sich Maiers Schrift grundlegend von älteren alchemistischen Schriften. Er bemüht sich, die drei Formen der spirituellen Erfahrung, nämlich imaginatives Bild, inspirierten Ton und intuitiv vernommenes Wort dem gewöhnlichen Verstand zugänglich zu machen, indem er sie durch einen rein denkerisch und empirisch bestimmten Teil ergänzt. Die Texte dieser Erläuterungen – wie auch der Lieder – enthalten natürlich eine Fülle von Zitaten aus der chymischen Literatur, die von Helena de Jong akribisch nachgewiesen wurden, aber auch „vernünftige Überlegungen“.

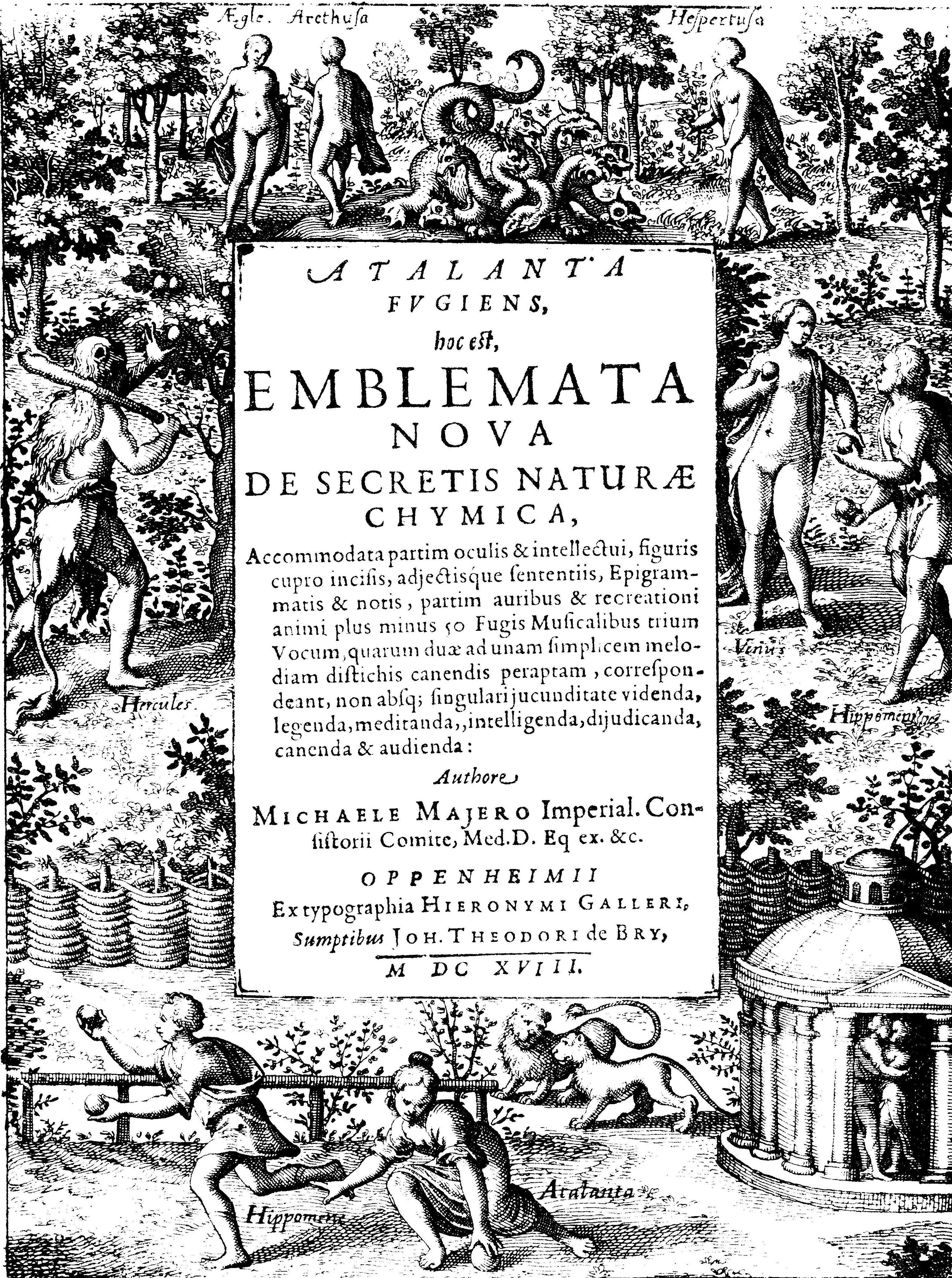
Hippomenes gewinnt die schnellfüßige Atalante mit Hilfe von drei goldenen Äpfeln im Wettlauf. Kupfer von Matthäus Merian. Titelbild der Atalanta Fugiens. Oppenheim 1618

Das Titelblatt erzählt die Geschichte der leichtfüßigen Atalante, Königstochter auf dem Peloponnes. Atalante hatte sich den Versuchen, sie günstig zu verheiraten, lange entzogen. Als der Vater dies nicht länger dulden wollte, bestimmte sie, auf welche Weise ein würdiger Mann gefunden werden sollte. Da sie eine schnelle Läuferin war, versprach sie, dem zu eigen sein zu wollen, der sie im Laufen besiegen würde. Eine Niederlage sollten die Freier aber mit dem Leben bezahlen. Nach vielen Unglücklichen versuchte es auch Hippomenes. Auf sein Bitten hin empfing er von Venus drei goldene Äpfel aus dem Garten der Hesperiden. Mit Hilfe dieser Äpfel gelang es ihm, Atalante zu besiegen. Siegessicher hatte sie dem Hippomenes einen Vorsprung beim Start eingeräumt. Als sie ihn nun im Wettlauf überholte, warf er einen der goldenen Äpfel in hohem Bogen so zur Seite, dass sie dessen Glanz sehen musste. Von der Neugierde des weiblichen Geschlechtes angezogen, wich sie vom Parcours ab, um sich des goldenen Kleinods zu bemächtigen. So konnte Hippomenes wiederum an ihr vorbeiziehen. Als sie ihn erneut eingeholt hatte, warf er den zweiten Apfel; auch diesmal ließ sie sich von der Aussicht auf ein weiteres Schmuckstück vom Wege abbringen. Das wiederholte sich ein drittes Mal und diesmal gelang es ihr nicht, den Jüngling rechtzeitig einzuholen, so dass er sie gewonnen hatte. Das Paar betrat sogleich den Tempel der Venus und vereinigte sich leidenschaftlich. Venus, dadurch erzürnt, verwandelte sie in ein Paar Löwen.
Die 50 kurzen Kanons, die Maier selbst komponiert hat, bringen den Sinn dieser Parabel zum Erlebnis und offenbaren ihn. Maier nennt die Oberstimme Atalanta Fugiens, die mittlere Stimme Hippomenes Sequens und die Unterstimme Pomum Morans. Der Melodienverlauf spiegelt nun den Gedanken der Nikomachischen Ethik wider, dass in allem die rechte Mitte einzuhalten sei. Die davoneilende flüchtende Oberstimme (die flüchtige Atalante) wird von dem ihr folgenden mittleren Part dadurch eingebunden, dass ihr eine dumpf pochende, langsame Unterstimme (der auf dem Boden rhythmisch aufschlagende Apfel) entgegengesetzt wird. Zwei Gefahren bedrohen den mittleren Weg jedes Menschen: Weltflucht und Erdensucht. Hippomenes hält das Gleichgewicht zwischen diesen beiden, zwischen dem träge in langen Noten dahinfließenden Bass und den flüchtig versprühenden Tönen der Oberstimme. Maier fordert in seinem Vorwort, jedermann solle dichten und musizieren, wie es in Platos Freundeskreis üblich gewesen sei. Er hoffte also, dass seine dreistimmigen Lieder gesungen würden und ihre mäßigende Wirkung ausüben könnten.

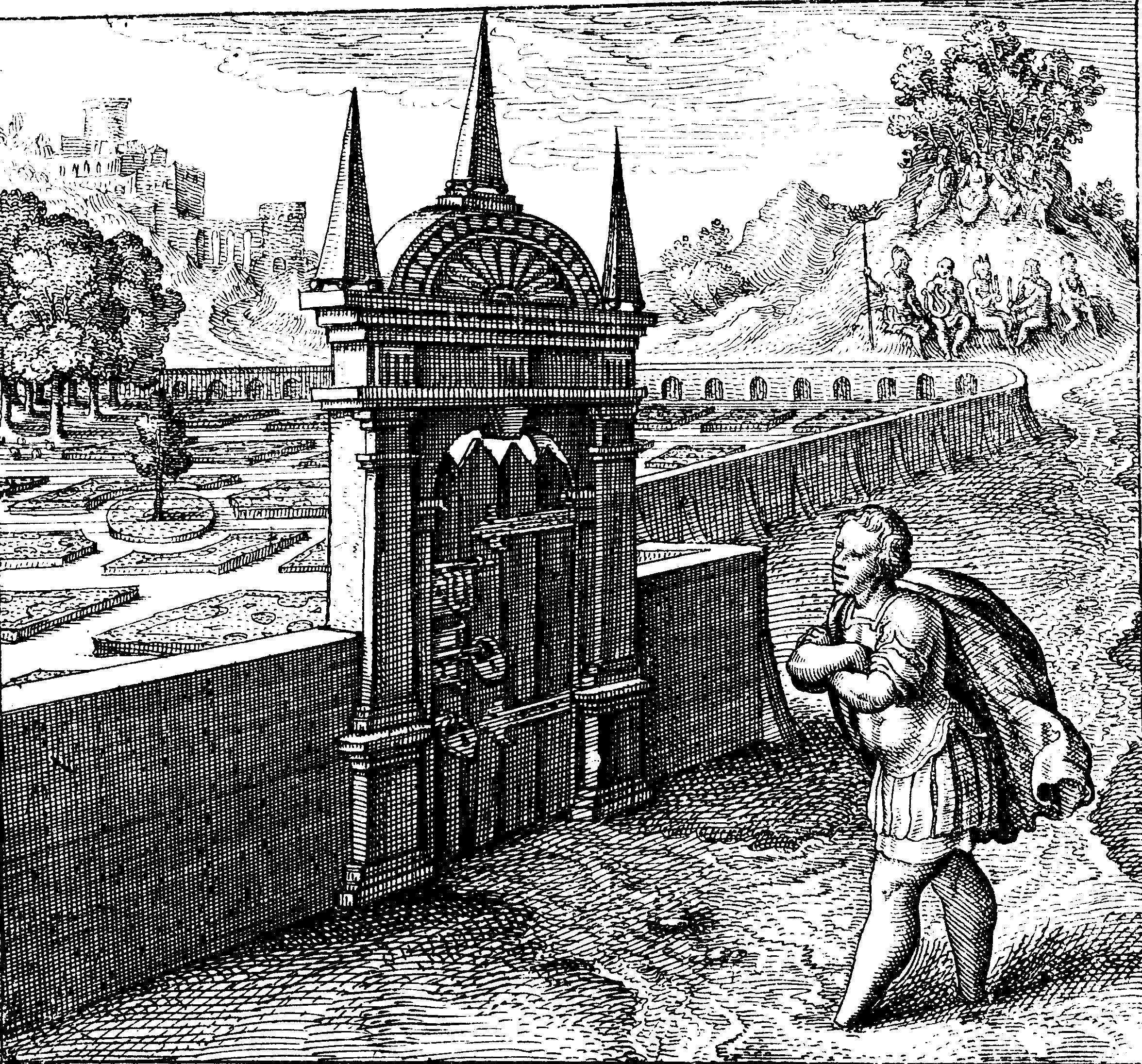
Dem Mann ohne Füße bleibt der Philosophische Rosengarten verschlossen. Aus: Michael Maier: Atalanta Fugiens. 1618. Emblem XXVII. S. 117; vgl. Michael Maier: Chymisches Cabinet. 1708 [http://imagesearch.library.illinois.edu/cdm4/document.php?CISOROOT=/emblems&CISOPTR=3129 S. 79.

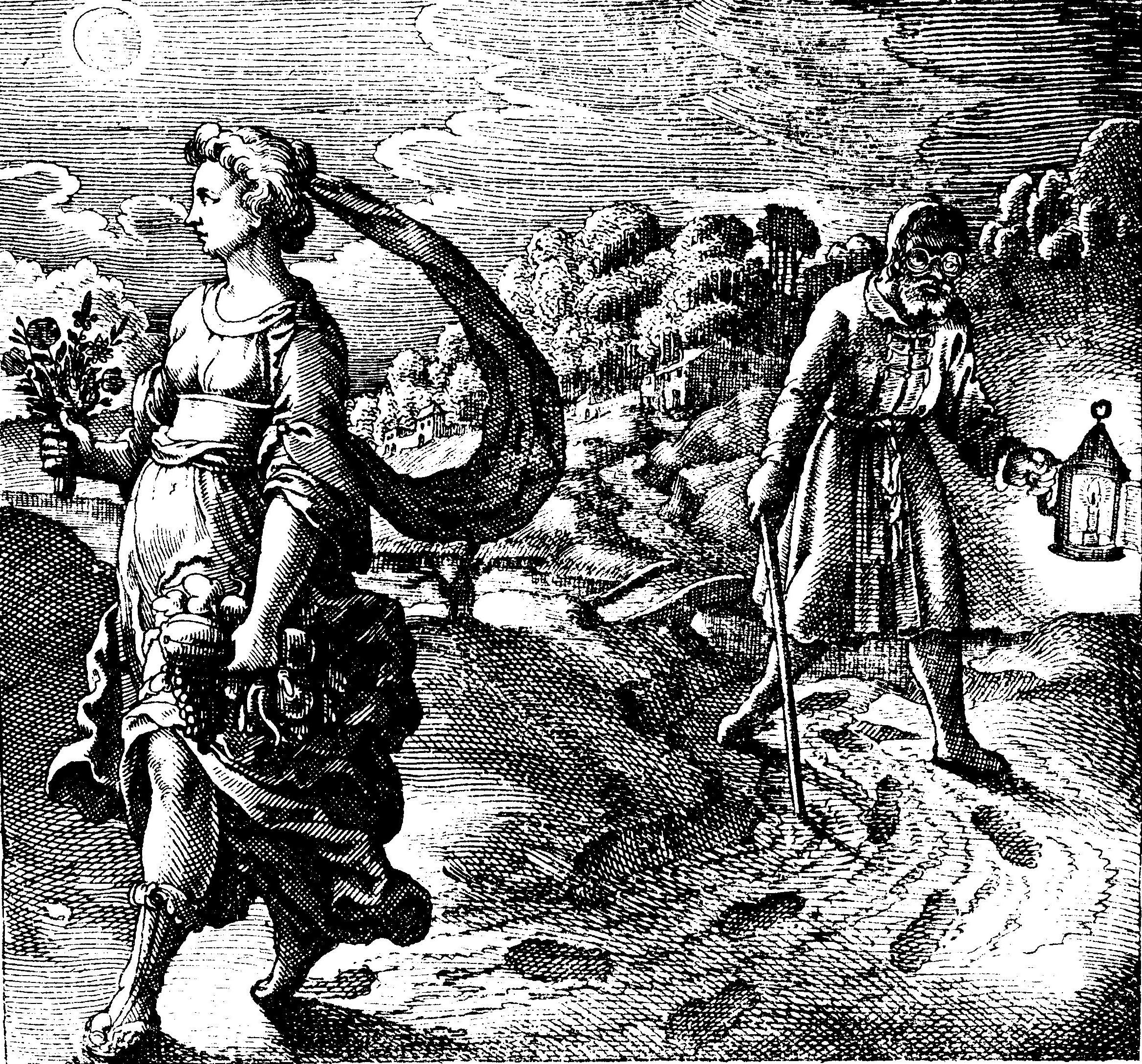
Der Forscher sucht die Spuren der Göttin Natura. Aus: Michael Maier: Atalanta Fugiens. 1618. Emblem XLII. S. 177; vgl. Michael Maier: Chymisches Cabinet. 1708, [http://imagesearch.library.illinois.edu/cdm4/document.php?CISOROOT=/emblems&CISOPTR=3129 S. 124.

Die 27. und die 42. Abhandlung enthalten eine Art Erkenntnistheorie des rosenkreuzerischen Geistesweges. Während der Mann in Emblem 27 keine Füße hat und seine Hände nicht regt, tritt der Forscher in Emblem 42 mit seinen Füßen vorsichtig in die Fußstapfen der Göttin Natura, wobei er sich einer Laterne, einer Brille und eines Stockes bedient. Man muss die Spuren des geistig Wesenhaften in der Natur, wie z. B. die Formen einer Pflanze, mit der eigenen Seelentätigkeit hervorbringen und sich ganz an sie anschmiegen (Fuß in Fußspur), dann erlebt man das Tun der Göttin nach. Es handelt sich um eine anschauliche Schilderung der Goetheschen Phänomenologie. Der Mann im Emblem 27 hat keine Füße ausgebildet und kann den Formen der Natur nicht begegnen. Er muss über das, was sich hinter der Mauer der Naturerscheinungen verbirgt, spekulieren. Maier sagt in der Erläuterung zu Emblem 27, jeder Mensch habe nicht nur zwei Beine, an denen sich Füße befinden, sondern zwei Seelentätigkeiten, nämlich experientia und ratio, d. h. Wahrnehmung und Denken. Wenn er die richtig anwende, dann sprängen die Schlösser an der Pforte auf und er könne in den verschlossenen Garten eintreten. Andernfalls gleiche er Erichthonius, der ohne Füße geboren sei. Der Schmied Vulkan habe sich nämlich einst in Athene, die Göttin der Weisheit, verliebt. Von ihr nicht erhört, habe er versucht ihr Gewalt anzutun. Sie habe sich ihm erfolgreich entwinden können, doch habe seine Erregung sich entladen. Der Same sei auf die Erde geflogen und daraus sei Erichthonius erwachsen. Das Bild weist darauf hin, dass man Geduld braucht, um die (Göttin der) Weisheit zu erringen. Dem ungebärdigen Willen ergibt sie sich nicht. Nur dem geduldigen Liebhaber ihrer Spuren zeigt sie sich, der ihr lange im Dunkel folgt. Im Gedicht zum 42. Emblem charakterisiert Maier die Hilfsmittel des wahren und geduldigen Jüngers der Göttin:
Dein Führerin die Natur sey, welch’r du must folgen von weiten,

Williglich, anderst du irrst, wo sie dich nicht thut leyten,

Die Vernunfft sey dein Stab, und es muß stärcken die Erfahrnheit

Dein Gesicht, daß du könnst sehen, was gelegt ist weit und breit,

Daß Lesen sey wie ein Lamp im finstern leuchtend hell und klar,

Dadurch du mögst verhüten der Sachn und Wörter Gefahr.

### Rosenkreuzerschriften
In der 1617 erschienenen Schrift Silentium post clamores trat Maier erneut für die Existenz des Ordens ein. Ebenfalls bei Lucas Jennis erschien 1618 Maiers Schrift Themis Aurea. Auch der Zweck dieses Werkes ist eine Verteidigung der Rosenkreuzer. Maier erklärt und rechtfertigt die in der Fama beschriebenen Gesetze des Rosenkreuzerordens, die 1413 angenommen worden seien und jetzt, nachdem sie sich 200 Jahre lang bewährt hätten, veröffentlicht worden seien. Auch in dieser Schrift weist er auf das sehr hohe Alter des Rosenkreuzer-Wissens hin. Es sei in der Form der Sieben Freien Künste schon vor der Sintflut vorhanden gewesen und habe diese überdauert, weil es in zwei Säulen eingeritzt worden sei, die weder durch Feuer noch durch Wasser zerstört werden konnten. Die jüdische Kabbala enthalte diese Geheimnisse nur noch bruchstückhaft.

### Nachleben

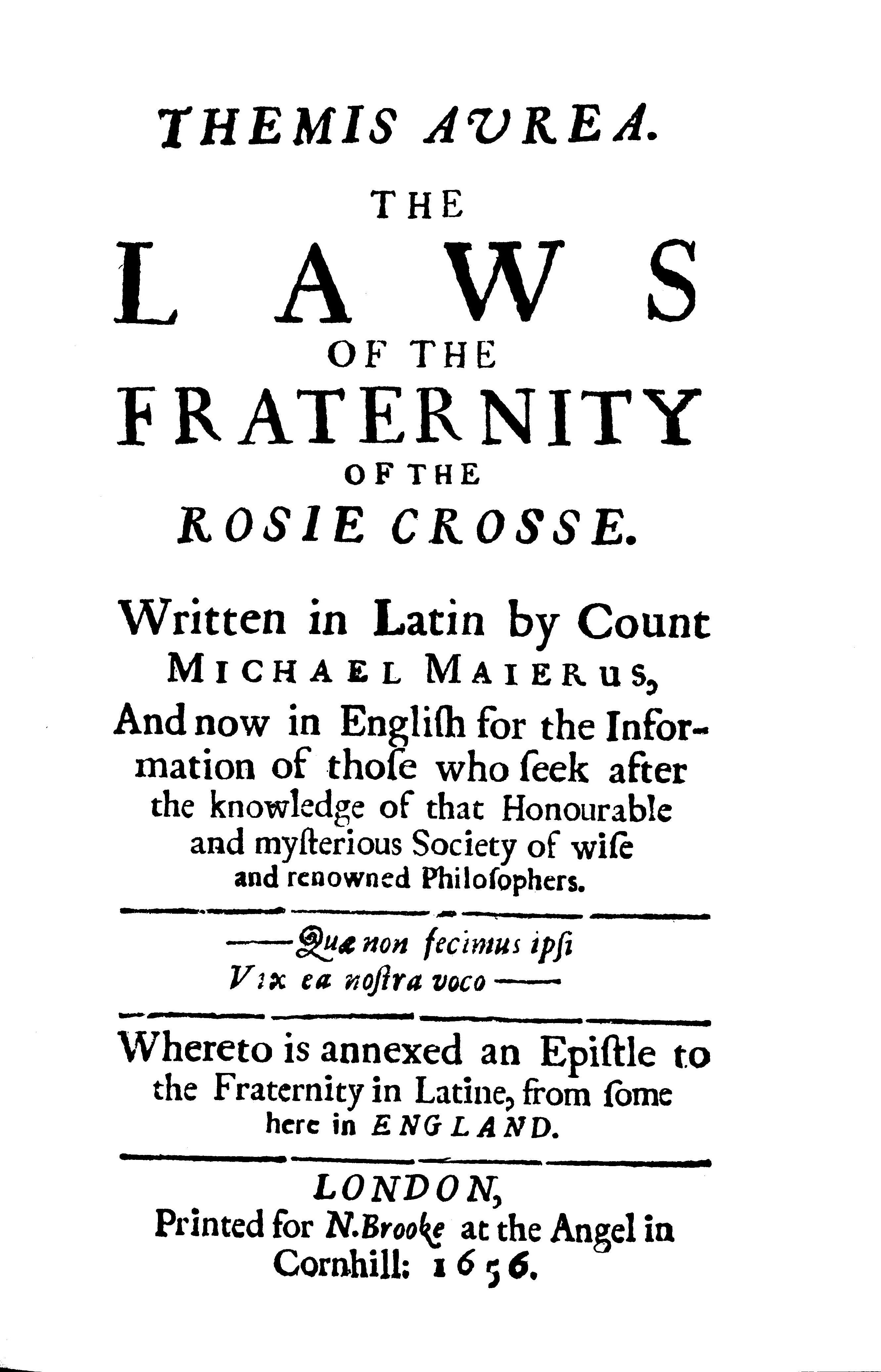
Das Titelblatt der ersten englischen Übersetzung der Themis Aurea von 1656

Während Michael Maier mehrere Schriften aus dem Englischen ins Lateinische übertrug und in Deutschland herausgab, wurden seine Werke – zumindest einige – erst dreißig Jahre nach seinem Tod ins Englische übersetzt. 1654 soll John Hall Maiers 'Lusus Serius' übersetzt haben und 1656 folgte die Themis Aurea aus anderer Hand. Die Übersetzer N.L. und T.S. H.S. widmeten ihr Buch „dem einzigen Philosophen der gegenwärtigen Zeit“ Elias Ashmole. Als dieser gefragt wurde, wer die Verfasser der Zueignung seien, soll er gesagt haben, er habe es vergessen. In England betrachtete man die echten Rosenkreuzerschriften als symbolische Darstellungen der Templergeheimnisse und der Freimaurergrade. So hatte man in den kompetenten Kreisen kein Interesse, die Verbreitung dieser Schriften zu fördern. Doch hat es handschriftliche Übersetzungen ins Englische gegeben. Eine solche Übersetzung des Viatorium aus dem „späten 18. Jahrhundert“ wurde von Adam McLean herausgegeben. So muss mit einer beträchtlichen Wirkungsgeschichte in den Kreisen derer gerechnet werden, die in seinem Werk ein okkultes Wissen zu finden vermochten oder suchten. Das drückt sich ebenso in der Widmung an Elias Ashmole aus wie auch in dessen spurenverwischender Antwort.
Das Buch Atalanta Fugiens wurde in Deutschland mehrfach wiederaufgelegt. An der Entwicklung der Auflagen zeigt sich das zunehmende Unverständnis gegenüber Maiers Intentionen. Als das Werk 1687 in Frankfurt aufgelegt wurde, wurden die fünfzig Kanons gestrichen, auf die der ursprüngliche Titel des Buches anspielte und deren Aufbau dem Verständnis so hilfreich sind. Der lateinische Text wurde bereinigt, so dass darin kein Hinweis auf die Musik mehr war. Selbst in dem völlig veränderten Titel war von den Augen und dem Intellekt die Rede. 1708 wurde die Atalanta fugiens erneut in Frankfurt aufgelegt, wieder unter einem neuen Titel: „MICHAELIS MAJERI Chymisches Cabinet, derer großen Geheimnussen der Natur durch wohl ersonnene sinnreiche Kupfferstiche und EMBLEMATA … dargestellet …“ Die Erläuterungen der Bilder wurden für diese Ausgabe erheblich gekürzt und ins Deutsche übersetzt, wobei nicht nur die sorgfältig von Maier eingefügten Referenzen, sondern teilweise auch der Sinn verloren ging. Möglicherweise ging es hier schon um die Vermarktung der Kupferstiche.

## Werke
Neben einigen Gelegenheitsgedichten gab Maier die folgenden Schriften in Druck (in chronologischer Ordnung):
- De sensibus internis. Frankfurt an der Oder 1593 (vermisst).
- Theses de epilepsia. Basel 1596.
- Nobilissima ac selectissima ad pestem remedia. Danzig 1601 (Flugschrift).
- De Medicina regia et vere heroica. Prag 1609.
- Hymnosophia. Prag 1609.
- Triga Palatina. Prag 1610.
- Arcana Arcanissima. [London 1613].
- De Circulo Physico Quadrato. Oppenheim 1616.
- Jocus Severus. Frankfurt am Main 1617.
- Lusus serius. Frankfurt am Main 1617.
  - Englisch: London 1654.
- Symbola aureae mensae duodecim nationum. Frankfurt am Main 1617.
- Silentium post clamores. Frankfurt am Main 1617.
- Examen Fucorum Pseudochymicorum. Frankfurt am Main 1617.
- Symbola Aureae Mensae Duodecim Nationum. Frankfurt am Main 1617.
- Atalanta fugiens. Oppenheim 1617.
  - Deutsch: Chymisches Cabinet. Frankfurt am Main 1708.
- Viatorium, hoc est De Montibus Planetarum Septem seu Metallorum. Oppenheim 1618.
- Tripus aureus. Frankfurt am Main 1618 (lateinische Übersetzungen jeweils einer Schrift des Basilius Valentinus sowie des englischen Alchemisten Thomas Norton und des fiktiven John Cremer aus dem Pseudo-Lull-Umfeld).
- Themis aurea. Frankfurt am Main 1618.
- Verum Inventum, hoc est munera Germaniae. Frankfurt am Main 1619.
- Tractatus de volucri arborea. Frankfurt am Main 1619.
- Septimana Philosophia. Frankfurt am Main 1620.
- Civitas Corporis Humani. Frankfurt am Main 1621.
- Cantilenae Intellectuales de Phoenice redivivo. Rostock 1622.
  - Französisch: Chansons sur la resurrection de Phoenix. Paris 1758.
- Tractatus posthumus sive Ulysses. Frankfurt am Main 1624 (mit anderen Rosenkreuzer-Traktaten gedruckt).